# Nehrungsfort
Das Nehrungsfort (deutsch auch: Wilhelmsfort, litauisch Neringa Fort) auf der sogenannten Süderspitze befindet sich auf dem nördlichen Ende der kurischen Nehrung nahe dem litauischen Smiltynė (deutsch: Sandkrug), gegenüber Klaipėda (Memel).

## Geschichte
Schon im 18. Jahrhundert wurden an Stelle des heutigen Forts erste Befestigungen angelegt. Das Nehrungsfort wurde um 1860 im jahrhundertelang zu Preußen gehörenden Memel erbaut, um die Einfahrt in das Kurische Haff durch das Memeler Tief kontrollieren zu können. Entsprechend wurde nördlich von Memel das Plantagenfort angelegt. Jedoch war das Fort schon 1890 militärtechnisch überholt. 
Bei der Besetzung Memels durch die russische Armee im Ersten Weltkrieg bot das Fort den Stadtbewohner für einige Tage Zuflucht. Nach der Annexion des Memellandes 1923 wurde eine Station der litauischen Küstenwache eingerichtet.
Nach der Reannexion des Memelgebiets durch Deutschland im Jahr 1939 richteten sich im Fort wieder Soldaten ein. Beim Rückzug der Wehrmacht 1945 wurde das Fort gesprengt. Der Memeler Hafen und das Fort wurden zum militärischen Sperrgebiet.
Von 1975 bis 1979 wurde der Bau restauriert und die Redoute wiederhergestellt. Seither beherbergt das Fort das Litauische Meeresmuseum und Delphinarium.